# 32 grudnia
32 grudnia (fr. 32 Décembre) – francuski komiks z gatunku science-fiction autorstwa Enkiego Bilala, opublikowany w 2003 przez wydawnictwo Les Humanoïdes Associés. W tym samym roku po polsku wydało go wydawnictwo Egmont Polska.

## Fabuła
Komiks jest drugą częścią cyklu Tetralogia potwora, zapoczątkowanego przez tom Sen potwora. 32 grudnia kontynuuje przygody Nike'a, Amira i Leyli, których losy krzyżują się w końcu wskutek wydarzeń związanych z jedną osobą.